# Oderquelle
Koordinaten: 49° 36′ 47,9″ N, 17° 31′ 14,8″ O
Die Oderquelle (tschechisch Pramen Odry) befindet sich anderthalb Kilometer nordwestlich von Kozlov in der Olmützer Region in Tschechien. Sie liegt in 634 m.ü.m am Fidlův kopec (Fiedelhübel) im Odergebirge auf dem Truppenübungsplatz Libavá.

## Geschichte

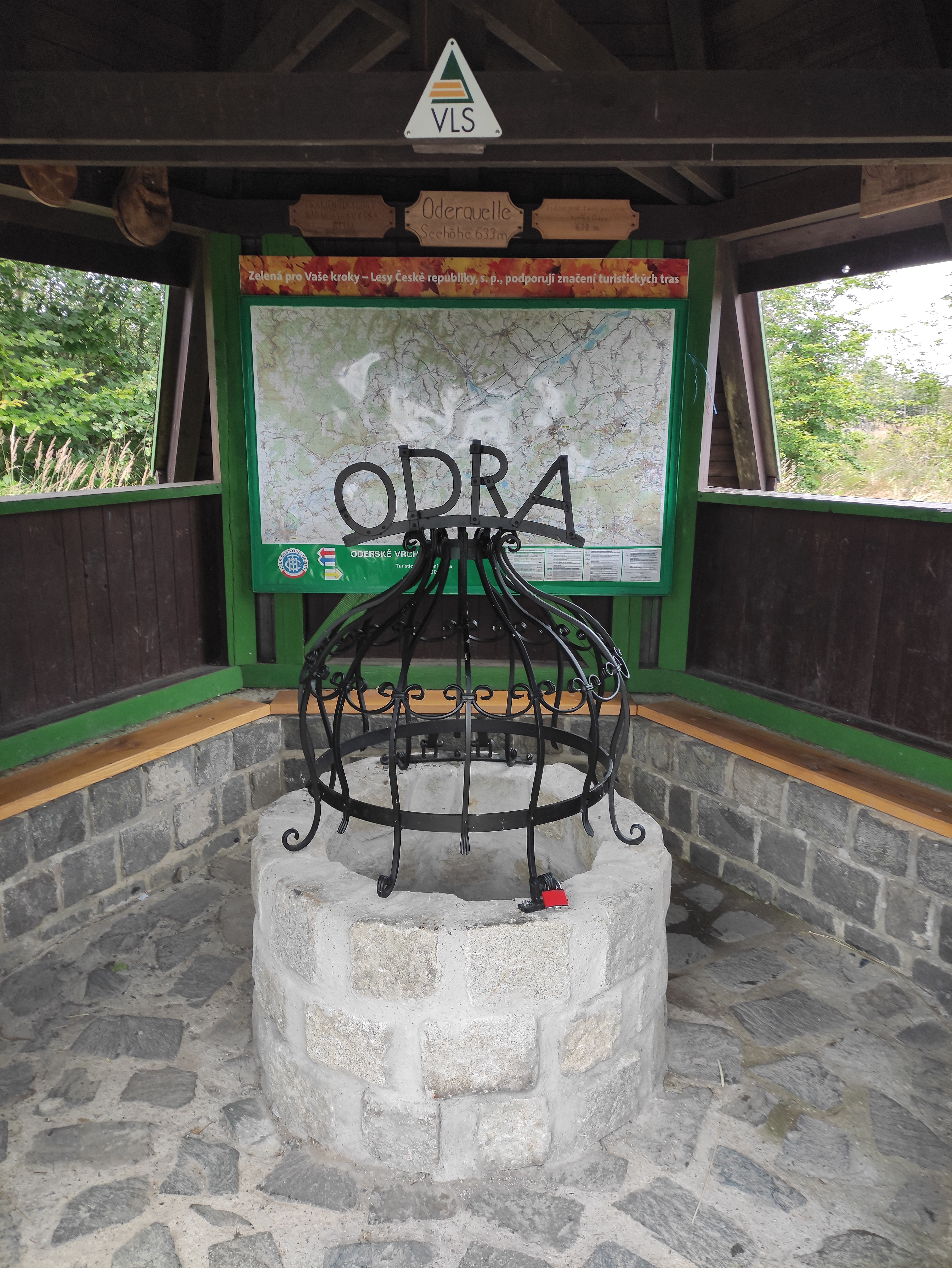

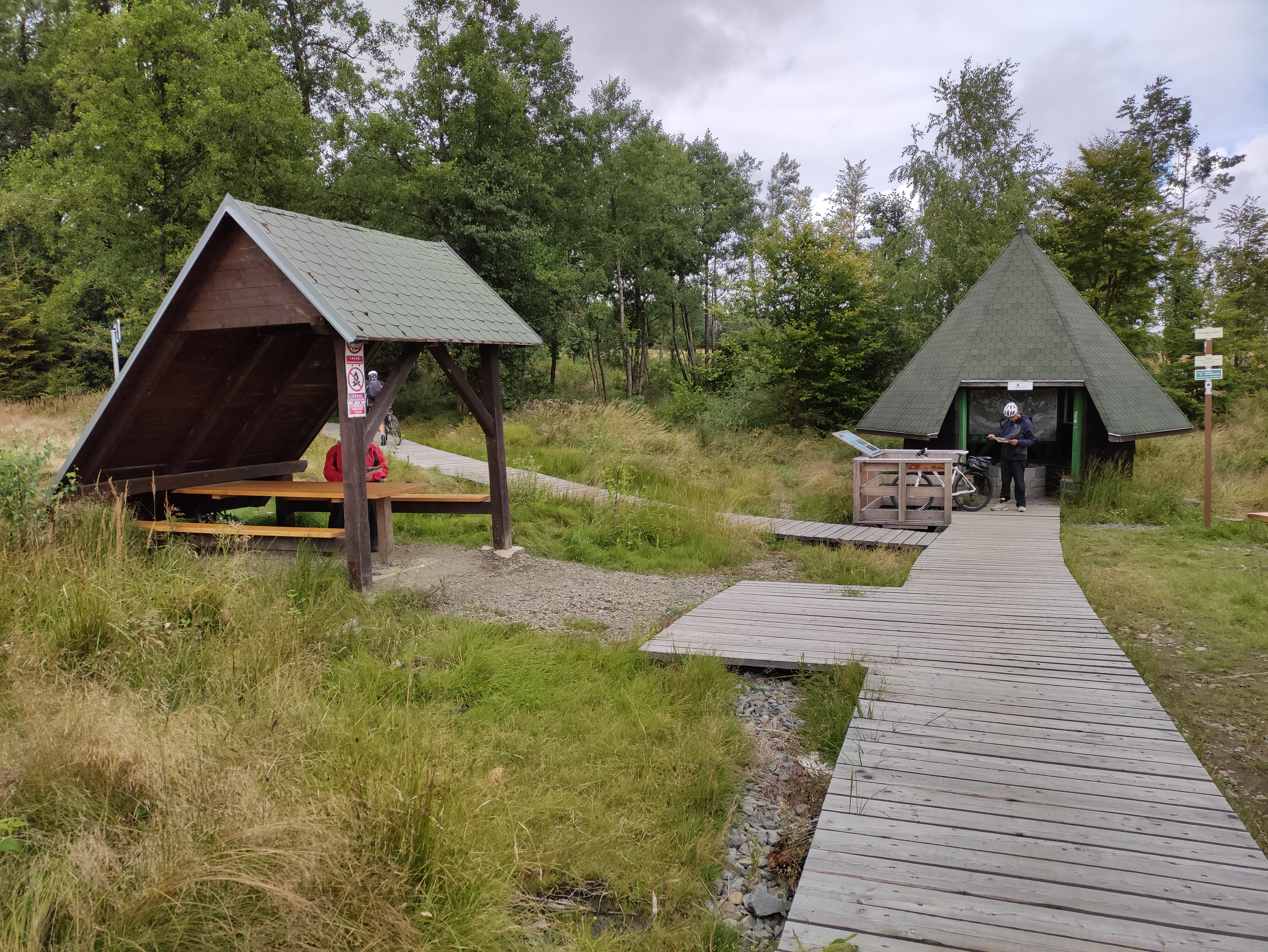

Bis zum Beginn des 19. Jahrhunderts war lediglich bekannt, dass die Oder ihren Ursprung in mehreren Rinnsalen im Oderwald (Oderský les) zwischen Kozlov und Varhošť hatte. Die genaue Lage der Quelle war nicht lokalisiert. Nach der 1830 von Franz Xaver Zimmermann erstellten Stadtchronik von Odry erfolgte dies 1823 durch zwei durchreisende deutsche Kaufleute, die auf Schloss Veselíčko Leopold von Podstatzky-Liechtenstein besuchten. Dieser gestattete den Kaufleuten die Rodung von Haselbüschen und den Bau eines Brunnens von vier Fuß Höhe, über den er später einen sechseckigen Altan errichten ließ. Diese Quelle lag allerdings nicht auf den Gütern der Grafen Podstatzky-Liechtenstein, sondern gehörte bereits zu den Fluren von Varhošť und damit zu den Gütern der Olmützer Kapitular-Commun-Herrschaft Groß Wisternitz. Nachdem das ursprünglich zur Oderquelle deklarierte Rinnsal versiegte, erklärten die Grafen Podstatzky-Liechtenstein einen anderen, etwa 100 Schritt östlich davon auf ihrem Territorium befindlichen Wasserlauf zur Quelle der Oder. Karten aus jener Zeit weisen die versiegte Quelle als Oderquelle aus, während die darunter gelegene neue Quelle mit Unterquelle bezeichnet wurde.
Im Jahre 1850 ließen die Grafen Podstatzky-Liechtenstein an der Unterquelle eine halbkreisförmige gemauerte Kapelle mit einem roten Kuppeldach errichten. Später wurde diese mit einem Dach aus heimischem Schiefer versehen. In der zweiten Hälfte des 19. Jahrhunderts brach zwischen dem Kapitel und dem Grafen Podstatzky-Liechtenstein ein Prestigestreit um die Oderquelle aus. Dabei ließ das Kapitel an der zwischenzeitlich wieder Wasser spendenden alten Oderquelle einen einfachen viereckigen Brunnen herrichten und daneben eine aus Eichenholz gefertigte Madonnenfigur aufstellen. Die Wasser dieser Quelle, die der Unterquelle zuflossen, versiegten aber regelmäßig während der Sommermonate. Die Kapelle an der Unterquelle wurde im Jahre 1910 während eines Sturmes von umstürzenden Bäumen zertrümmert. An ihrer Stelle entstand ein hölzerner sechseckiger Pavillon mit einem pyramidenförmigen Schieferdach. Beide Bauwerke wurden nach der Errichtung des Truppenübungsplatz Libavá ab 1946 dem Verfall preisgegeben. Mit der Errichtung des Militärgebiets wurde zugleich auch die Oderquelle für die Öffentlichkeit unzugänglich. Im Jahre 1960 ließ die Militärforstverwaltung an der Unterquelle einen neuen untermauerten hölzernen Pavillon errichten. Diese Quelle ist inzwischen auch nur während der Schneeschmelze und Regenzeiten wasserführend, das ihr zufließende Wasser gilt als nicht trinkbar. Nach der Samtenen Revolution wurde am 1. Juni 1991 die öffentliche Zugänglichkeit der Oderquelle wiederhergestellt.

## Zugang
Die Oderquelle ist seit 1991 ganzjährig, mit Ausnahme von Übungszeiten, von Kozlov aus über den rot markierten Wanderweg zu begehen.